# Галущенко Андрій Вікторович
Андрі́й Ві́кторович Галу́щенко (нар. 2 лютого 1975, смт Кожанка, Фастівський район, Київська область — пом. 2 вересня 2015, Лобачеве, Новоайдарський район, Луганська область) — головний позаштатний працівник оперативного підрозділу Служби безпеки України, керівник зведеної мобільної групи із протидії контрабанді в зоні проведення антитерористичної операції, волонтер, учасник бойових дій під час війни на сході України. Позивний «Ендрю».

## Життєпис
У батьків було два сини — Андрій та Олександр.
Андрій закінчив Київське суворівське військове училище (тепер — Київський військовий ліцей імені Івана Богуна) з відзнакою. Навчання продовжив у Київському вищому військовому авіаційному інженерному училищі. У 1994 р. вступив на факультет кібернетики Київського національного університета імені Тараса Шевченка. Після закінчення вишу вступив до аспірантури Інституту кібернетики імені Глушкова, паралельно викладаючи математику та інформатику у військовому ліцеї імені Богуна (з 1994 по 2010 рік). Згодом залишив наукову та викладацьку діяльність. працював провідним інженером в інформаційно-правовому центрі, потім перейшов у компанію з продажу автомобілів «ВіДі Груп» на посаду бізнес-аналітика.
У 2010 р. став одним із засновників Виробничо-будівельної компанії «Гефест», яка займалася металообробкою. Сам сконструював новий станок лазерного різання по металу, будував по всій Україні метеостанції. Захоплювався лижами, велоспортом, подорожував Україною.
Під час Революції Гідності був заступником сотника 3-ї сотні Самооборони Майдану, відповідав за розвідку. Додому приходив на 2-3 години й відразу повертався. На його підприємстві робили наколінники та щити для оборонців Майдану.
Навесні 2014 року добровольцем пішов на фронт у складі новоствореного 1-го резервного батальйону Національної гвардії, воював під Слов'янськом. Обіймав посаду командира взводу розвідки батальйону. На фронті проявив себе як талановитий розвідник і керівник, входив до складу групи, яка діяла на окупованій території. Під час ротацій тренував молодих бійців. Згодом став волонтером, займався аеророзвідкою.
Пізніше перейшов до батальйону патрульної служби міліції особливого призначення «Київ-2», звідти — до батальйону патрульної служби міліції особливого призначення «Золоті ворота».
На початку 2015 р., коли російські бойовики почали обстрілювати Дебальцеве, допомагав вивозити цивільне населення з міста, брав участь в евакуації дітей з дитячого будинку в Артемівську.
Коли було прийняте рішення про залучення волонтерів до боротьби з контрабандою в зоні АТО і створення зведених мобільних груп з протидії незаконному переміщенню товарів через лінію розмежування, Андрій у липні 2015 року став головним позаштатним працівником оперативного підрозділу СБУ та очолив одну з таких груп, яка працювала в районі міста Щастя, на території біля річки Сіверський Донець.
|                    | Я воював і воюю на Донбасі в тому числі й заради того, щоб війна ні в яких проявах не з'явилася там, де кожного дня ходять люди, яких я люблю. |
| — Андрій Галущенко | |

2 вересня 2015 року приблизно о 6:20 між селами Лопаскине та Лобачеве Новоайдарського району Луганщини невідомі здійснили напад на зведену мобільну групу: автомобіль «Mitsubishi L200» підірвався на закладеній міні, відразу по тому нападники кинули 2 гранати й обстріляли автомобіль зі стрілецької зброї. Мобільна група тримала оборону до прибуття підкріплення з 92-ї ОМБр. Під час боєзіткнення загинули Андрій Галущенко та старший лейтенант податкової міліції Дмитро Жарук, шестеро людей отримали поранення (співробітник СБУ, троє десантників та двоє бійців 92 ОМБр). Це був вже не перший напад на групу «Ендрю».
4 вересня на Майдані Незалежності у Києві відбулося прощання з Андрієм. Похований в смт Кожанка того ж дня.
Залишилися мати Зоя Андріївна, брат Олександр, дружина Галина та 17-річна донька Анастасія.

## Слідство
Слідство у справі знищення групи «Ендрю» взяла на себе Військова прокуратура України. В лютому 2016 року було затримано двох демобілізованих розвідників 92 ОМБр, їм вручено повідомлення про підозру за ч. 2 ст. 115 (умисне вбивство за обтяжуючих обставин) Кримінального кодексу України. 10 листопада 2017 р. з бійців 92-ї бригади були офіційно зняті підозри у вбивстві.
В грудні 2016 року журналіст Олексій Бобровников, який проводив журналістське розслідування контрабанди через «сіру зону», і зокрема, нападу на групу «Ендрю», виїхав з України через погрози.

## Нагороди
За особисту мужність, сумлінне та бездоганне служіння Українському народові, зразкове виконання військового обов'язку відзначений — нагороджений
- 15 вересня 2015 року — орденом «За мужність» III ступеня (посмертно).
- 13 жовтня 2015 року — Народний Герой України (посмертно).

## Вшанування
У жовтні 2015 р. в Національній академії СБУ відкрито пам'ятний знак загиблим співробітникам спецслужби, на якому викарбувано ім'я Андрія.
У грудні 2015 р. на місці загибелі Героя встановлено пам'ятний хрест.
Ім'ям Андрія Галущенка названо 1-й курс студентів Інституту інформаційної безпеки.
У лютому 2016 року на фасаді Кожанської школи урочисто відкрили меморіальну дошку на честь героя-земляка.
В Академії СБУ відкрили стелу пам'яті [Архівовано 2 квітня 2017 у Wayback Machine.] Героя Андрія Галущенка на роковини його загибелі.
У Київському військовому ліцеї імені Івана Богуна (колишнє суворівське училище) відкрили меморіальну дошку на честь випускника Андрія Галущенка.